# برسنو پویه
برسنو پویه (به صربی: Bresno Polje) یک روستا در صربستان است که در Trstenik واقع شده‌است. برسنو پویه ۷۲۵ نفر جمعیت دارد.